# Distrito electoral de Osgood (condado de Lincoln, Nebraska)
Osgood (en inglés: Osgood Precinct) es un distrito electoral ubicado en el condado de Lincoln en el estado estadounidense de Nebraska. En el Censo de 2010 tenía una población de 1950 habitantes y una densidad poblacional de 5,37 personas por km².

## Geografía
Osgood se encuentra ubicado en las coordenadas 41°4′19″N 100°50′22″O / 41.07194, -100.83944. Según la Oficina del Censo de los Estados Unidos, Osgood tiene una superficie total de 363.45 km², de la cual 361.12 km² corresponden a tierra firme y (0.64%) 2.33 km² es agua.

## Demografía
Según el censo de 2010, había 1950 personas residiendo en Osgood. La densidad de población era de 5,37 hab./km². De los 1950 habitantes, Osgood estaba compuesto por el 97.85% blancos, el 0.1% eran afroamericanos, el 0.41% eran amerindios, el 0.46% eran asiáticos, el 0% eran isleños del Pacífico, el 0.21% eran de otras razas y el 0.97% pertenecían a dos o más razas. Del total de la población el 2% eran hispanos o latinos de cualquier raza.